# Chorothyse hirtipes
Chorothyse hirtipes là một loài bọ cánh cứng trong họ Cerambycidae.